# Banda de 6m
La banda de 6 m es una porción de la banda del espectro electromagnético que ocupa el rango de frecuencias de entre 50 y 54 megahercios. La banda es utilizada para la comunicación entre radioaficionados, pero el uso de la banda varía según las reglas de cada país. 

## Uso

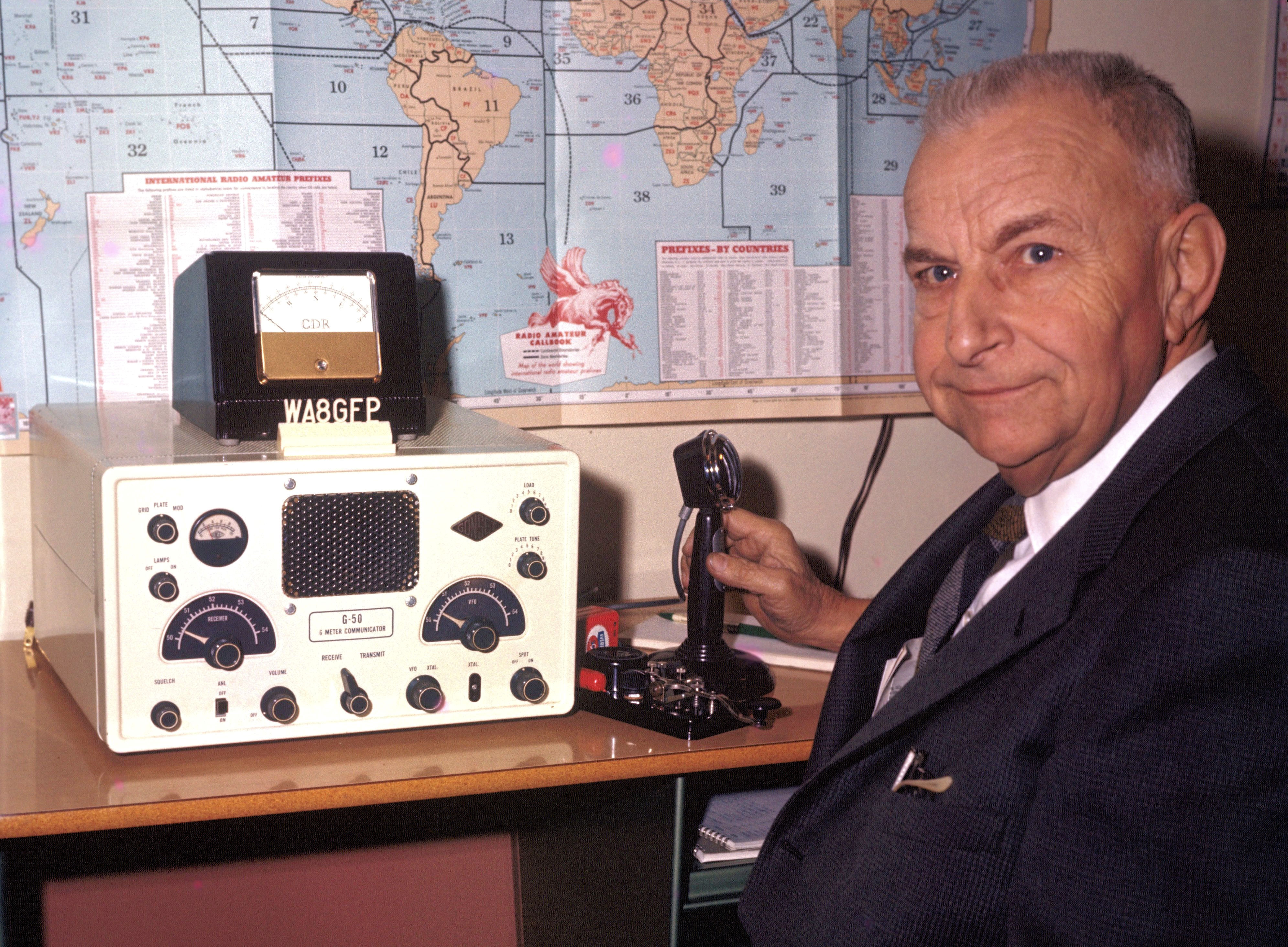
Radioaficionado (WA8GFP) utiliza un transceptor Gonset para la comunicación en la banda de 6 m.

Llamada también la Banda mágica, habitualmente se comporta como una banda VHF, o sea, que permite contactos a distancias apenas mayores que las de un contacto visual.
Sin embargo, su carácter "mágico" proviene de la variedad de modos de propagación, como el Esporádico-E, o también modos de propagación propios de la HF, que la hacen sumamente voluble y caprichosa. Quienes la usan afirman que esa impredictibilidad es parte de su magia.
Esta banda no tiene la misma extensión en todos los países, por lo que hay que preguntar a la asociación de radioaficionados local cuál es la banda de frecuencias aplicable a ese país. En otros países, la utilización de esta banda es incluso ilegal, o bien las autoridades reservan algunas porciones de la banda a las fuerzas de seguridad. 
A principios de 2006, cada vez más transmisores de radioaficionados de HF incluyen también la banda de 6m. Esto ha aumentado la cantidad de operadores. La situación en Europa (Región 1) es favorable al desarrollo de la banda de 6m, a causa de la desafección de las emisoras de televisión en VHF; en Francia la televisión por VHF fue retirada de servicio en noviembre de 2011.

## Antenas

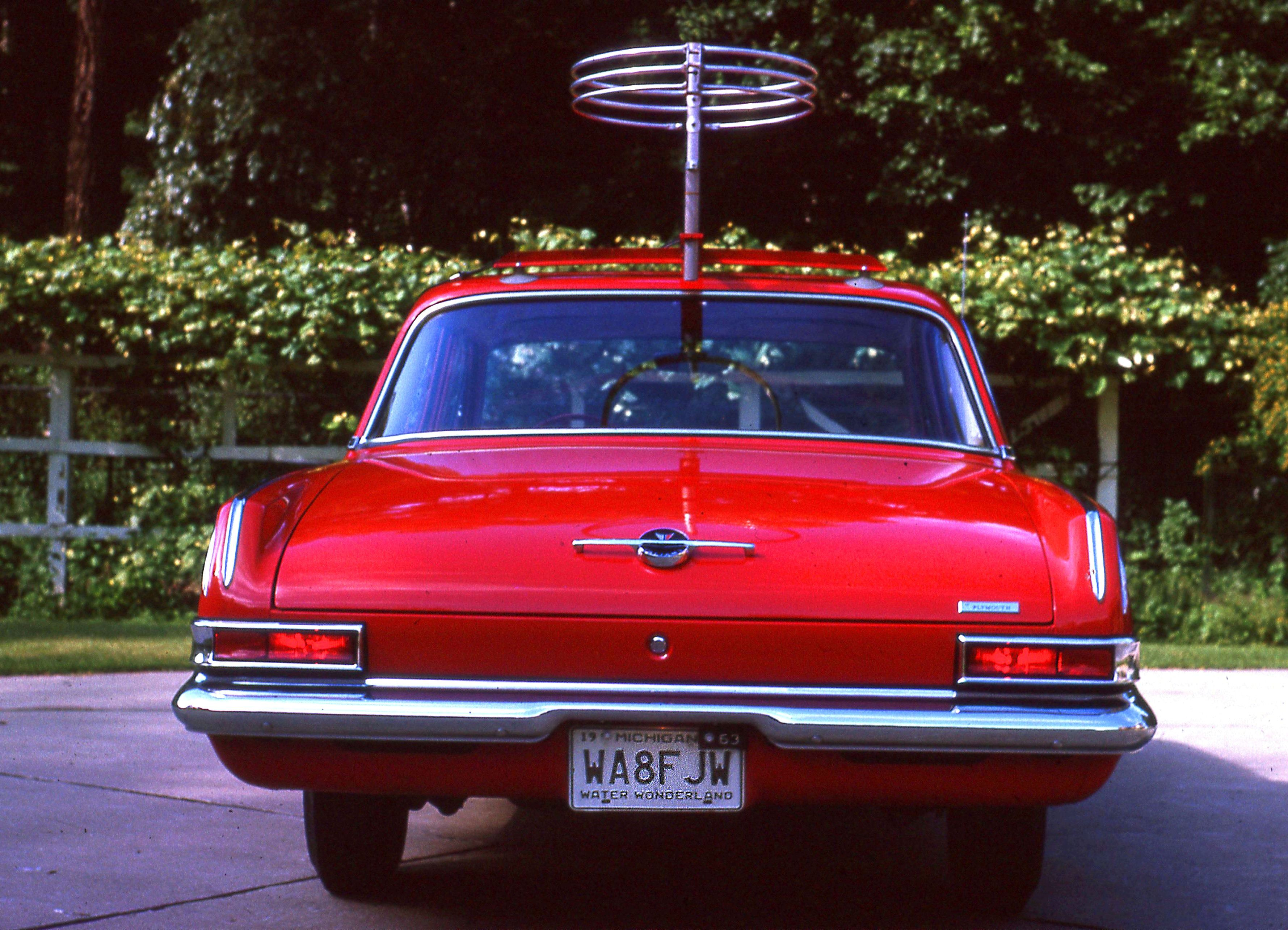
Emisora móvil de WA8FJW (de radioaficionado Harry Garland) con una antena halo de 6 m. montada en el techo del coche.

La banda de 6 m permite antenas de envergadura razonable: un dipolo mide 3 m.
Ambas antenas direccionales y antenas omnidireccionales son utilizadas en la banda de 6 m. La ventaja de antenas direccionales es que la señal está concentrada en la dirección deseada. Las antenas como los dipolos, las antenas Yagi, Antena HB9CV, Moxon, CuadraCúbica y Deltaloop son ejemplos de antenas direccionales utilizadas en la banda de 6 m.
Antenas omnidireccionales son utilizadas para aplicaciones móviles.  El monopolo vertical (particularmente la antena de látigo) y la antena halo son muy populares. El monopolo vertical emite en polarización vertical y la antena halo emite en polarización horizontal.

## Propagación
Esta banda presenta prácticamente todos los modos de propagación de la HF y de la VHF. Sin embargo, el modo Esporádico-E, que aparece preferentemente en verano, es sumamente apreciado por los contactos a grandes distancias (miles de kilómetros) que permite este modo.

## Ancho de banda
Los límites exactos de cada banda varían fuertemente con cada país.

### Región 1
En la Región 1 IARU: de 50 a 52 MHz.

### Región 2
En la Región 2 IARU: de 50 a 54 MHz.

### Región 3
En la Región 3 IARU: de 50 a 54 MHz
- Datos: Q245491